# Урочище «Звіринець»
Уро́чище «Звіри́нець» — ландшафтний заказник місцевого значення в Україні. Розташований у межах Здолбунівського району Рівненської області, на схід від села Півче, на землях Півченської сільської ради. 
Площа 83,8 га. Статус даний згідно з рішенням Рівненського облвиконкому № 584 від 27.05.2005 року. Землекористувач — ДП СЛАП «Здолбунівський держспецлісгосп». 
Заказник розташований на пагорбах вздовж широкодонної балки субширотного напрямку. Висота пагорбів, які живлять струмок, бл. 20-25 м. У днищі балки є невелике джерело з високоякісною водою.